# Équipe du Cameroun de football à la Coupe d'Afrique des nations 2019
L’équipe du Cameroun de football participe à la Coupe d'Afrique 2019 organisée en Égypte du 21 juin au 19 juillet 2019. Les Lions indomptables, entraînés par Clarence Seedorf, terminent à la deuxième place de leur poule (1 victoire, 2 matchs nuls) avant d'être éliminés en huitième de finale par le Nigeria.

## Qualifications
En septembre 2014, l'organisation de la CAN 2019 est attribuée au Cameroun qui est donc automatiquement qualifié en tant que pays hôte. Il participe toutefois aux matchs de qualification, dans la poule B.
En raison de retards dans la préparation de l'événement, la Confédération africaine de football (CAF) lui retire cette attribution, le 30 novembre 2018. Le Cameroun n'est plus qualifié automatiquement et doit terminer à l'une des deux premières places du groupe. Cet objectif est atteint le 23 mars 2019 avec une victoire 3-0 sur les Comores lors de la dernière journée. Cette qualification est cependant remise en cause par la fédération comorienne qui considère que le Cameroun devrait être disqualifié en raison du retrait de l'organisation, en s'appuyant sur le règlement de la CAF. Elle saisit le tribunal arbitral du sport (TAS) dans ce sens. Selon Ahmad Ahmad, président de la CAF, l'article 92 du règlement ne s'applique pas car le Cameroun doit organiser la compétition en 2021, il s'agirait alors d'un « glissement » et non d'un retrait. Ce litige doit être examiné par le TAS le 29 mai. Le TAS déclare finalement les recours comoriens irrecevables, en considérant que les Comores ne disposaient pas d'un intérêt suffisant puisqu'elles n'auraient pas pu se qualifier même avec une élimination du Cameroun.

### Résultats
| Rang | Équipe   | Pts | J | G | N | P | Bp | Bc | Diff |  | Résultats (▼ dom., ► ext.) |     |     |     |     |
| ---- | -------- | --- | - | - | - | - | -- | -- | ---- |  | -------------------------- | --- | --- | --- | --- |
| 1    | Maroc    | 11  | 6 | 3 | 2 | 1 | 8  | 3  | +5   |  | Maroc                      |     | 2-0 | 3-0 | 1-0 |
| 2    | Cameroun | 11  | 6 | 3 | 2 | 1 | 6  | 3  | +3   |  | Cameroun                   | 1-0 |     | 1-0 | 3-0 |
| 3    | Malawi   | 5   | 6 | 1 | 2 | 3 | 2  | 6  | -4   |  | Malawi                     | 0-0 | 0-0 |     | 1-0 |
| 4    | Comores  | 5   | 6 | 1 | 2 | 3 | 5  | 9  | -4   |  | Comores                    | 2-2 | 1-1 | 2-1 |     |

| Samedi 10 juin 2017 | Cameroun      | 1 - 0 | Maroc |                                                                 |                                                                 |
| 14:00 GMT           | Aboubakar 27e | (1-0) |       | Stade Ahmadou-Ahidjo, Yaoundé Arbitrage : Bamlak Tessema Weyesa | Stade Ahmadou-Ahidjo, Yaoundé Arbitrage : Bamlak Tessema Weyesa |
| 14:00 GMT           | Rapport       |       |       | Stade Ahmadou-Ahidjo, Yaoundé Arbitrage : Bamlak Tessema Weyesa | Stade Ahmadou-Ahidjo, Yaoundé Arbitrage : Bamlak Tessema Weyesa |

| 8 septembre 2018 | Comores           | 1 - 1 | Cameroun    |                                                                               |                                                                               |
| 15h00 (UTC+3)    | Ben Nabouhane 15e | (1-0) | 80e Bahoken | Stade international Saïd Mohamed Cheikh, Mitsamiouli Arbitrage : Gehad Grisha | Stade international Saïd Mohamed Cheikh, Mitsamiouli Arbitrage : Gehad Grisha |
| 15h00 (UTC+3)    | Rapport           |       |             | Stade international Saïd Mohamed Cheikh, Mitsamiouli Arbitrage : Gehad Grisha | Stade international Saïd Mohamed Cheikh, Mitsamiouli Arbitrage : Gehad Grisha |

| 12 octobre 2018 | Cameroun          | 1 - 0 | Malawi |                                                            |                                                            |
|                 | Choupo-Moting 62e | (0-0) |        | Stade Ahmadou-Ahidjo, Yaoundé Arbitrage : Youssef Essrayri | Stade Ahmadou-Ahidjo, Yaoundé Arbitrage : Youssef Essrayri |
|                 | Rapport           |       |        | Stade Ahmadou-Ahidjo, Yaoundé Arbitrage : Youssef Essrayri | Stade Ahmadou-Ahidjo, Yaoundé Arbitrage : Youssef Essrayri |

| 16 octobre 2018 | Malawi  | 0 - 0 | Cameroun |                                                 |                                                 |
| à déterminer    |         | (0-0) |          | Stade Kamuzu, Blantyre Arbitrage : Victor Gomes | Stade Kamuzu, Blantyre Arbitrage : Victor Gomes |
| à déterminer    | Rapport |       |          | Stade Kamuzu, Blantyre Arbitrage : Victor Gomes | Stade Kamuzu, Blantyre Arbitrage : Victor Gomes |

| 16 novembre 2018 | Maroc                 | 2 - 0 | Cameroun |                                                             |                                                             |
|                  | Ziyech 54e (pen.) 66e | (0-0) |          | Stade Mohammed-V, Casablanca Arbitrage : Eric Otogo-Castane | Stade Mohammed-V, Casablanca Arbitrage : Eric Otogo-Castane |
|                  | Rapport               |       |          | Stade Mohammed-V, Casablanca Arbitrage : Eric Otogo-Castane | Stade Mohammed-V, Casablanca Arbitrage : Eric Otogo-Castane |

| 23 mars 2019 | Cameroun                                    | 3 - 0 | Comores |                                                               |                                                               |
| 16h00        | Choupo-Moting 38e · Bassogog 53e · Njie 89e | (1-0) |         | Stade Ahmadou-Ahidjo, Yaoundé Arbitrage : Bakary Papa Gassama | Stade Ahmadou-Ahidjo, Yaoundé Arbitrage : Bakary Papa Gassama |
| 16h00        | Rapport                                     |       |         | Stade Ahmadou-Ahidjo, Yaoundé Arbitrage : Bakary Papa Gassama | Stade Ahmadou-Ahidjo, Yaoundé Arbitrage : Bakary Papa Gassama |

### Statistiques

#### Buteurs
| Buts | Joueurs                                                               |
| ---- | --------------------------------------------------------------------- |
| 2    | Eric Maxim Choupo-Moting                                              |
| 1    | Vincent Aboubakar, Christian Bassogog, Stéphane Bahoken, Clinton Njie |

## Préparation
La préparation du Cameroun se déroule en trois phases. La première consiste en un stage de préparation, du 4 au 10 juin au centre d'entraînement du Real Madrid, en Espagne, durant lequel il bat la Zambie (2-1) puis l'AD Alcorcon (11-0). Les Lions indomptables participent ensuite à un second stage du 11 au 16 juin à Doha, au Qatar, où ils affrontent le Mali (1-1). Enfin, ils se rendent à Yaoundé pour des entraînements publics et la remise du drapeau. La fin de la préparation est perturbée par un conflit entre les joueurs et la fédération à propos des primes de participation, qui retarde leur arrivée en Égypte.
| 9 juin 2019 | Cameroun             | 2 - 1 | Zambie      |                                |                                |
|             | Ntep 2e · Tagueu 71e | (1-0) | 77e Musonda | Stade Cerro del Espino, Madrid | Stade Cerro del Espino, Madrid |

| 10 juin 2019 | AD Alcorcon | 0 - 11 | Cameroun                                                                                                   |                                |                                |
|              |             | (0-6)  | 2e Njie · 16e 42e Bahoken · 19e 37e Ekambi · 34e Choupo-Moting · 50e Mvoue · 57e 68e 89e Zoua · 73e Tagueu | Stade Cerro del Espino, Madrid | Stade Cerro del Espino, Madrid |

| 14 juin 2019 | Cameroun   | 1 - 1 | Mali     |                                                     |                                                     |
| 19h00        | Ekambi 44e | (1-1) | 22e Koné | Al-Wakrah Stadium Al Wakrah Arbitrage : Ahmed Alali | Al-Wakrah Stadium Al Wakrah Arbitrage : Ahmed Alali |

## Compétition

### Tirage au sort
Le tirage au sort de la CAN se déroule 12 avril 2019 au Caire, face au Sphinx et aux Pyramides. Le Cameroun est placé dans le chapeau 1 en tant que tenant du titre.
Le tirage au sort donne alors comme adversaires des Lions indomptables, le Ghana (chapeau 2, 49e au classement FIFA), le Bénin (chapeau 3, 91e) et la Guinée-Bissau (chapeau 4, 118e) dans le groupe F.

### Effectif
Le sélectionneur Clarence Seedorf annonce la liste des 23 Camerounais retenus le 11 juin.

### Premier tour
| Rang | Équipe        | Pts | J | G | N | P | Bp | Bc | Diff |  | Résultats (▼ dom., ► ext.) |     |     |     |     |
| ---- | ------------- | --- | - | - | - | - | -- | -- | ---- |  | -------------------------- | --- | --- | --- | --- |
| 1    | Ghana         | 5   | 3 | 1 | 2 | 0 | 4  | 2  | +2   |  | Ghana                      |     | 0-0 | 2-2 | 2-0 |
| 2    | Cameroun      | 5   | 3 | 1 | 2 | 0 | 2  | 0  | +2   |  | Cameroun                   | 0-0 |     | 0-0 | 2-0 |
| 3    | Bénin         | 3   | 3 | 0 | 3 | 0 | 2  | 2  | 0    |  | Bénin                      | 2-2 | 0-0 |     | 0-0 |
| 4    | Guinée-Bissau | 1   | 3 | 0 | 1 | 2 | 0  | 4  | -4   |  | Guinée-Bissau              | 0-2 | 0-2 | 0-0 |     |

     Équipe qualifiée ou victorieuse; Pts = points; J = joués; G = gagnés; N = nuls; P = perdus;
Bp = buts pour; Bc = buts contre; Diff = différence de buts
| 25 juin 2019 | Cameroun                        | 2 - 0   | Guinée-Bissau | Stade d'Ismaïlia, Ismaïlia                            |                                                       |
| 19h00 CAT    | Yaya 66e · Bahoken 69e          | (0 - 0) |               | Spectateurs : 5 983 Arbitrage : Noureddine El Jaafari | Spectateurs : 5 983 Arbitrage : Noureddine El Jaafari |
| 19h00 CAT    | Ngadeu-Ngadjui 78e · Boumal 85e | Rapport | 58e Silva     | Spectateurs : 5 983 Arbitrage : Noureddine El Jaafari | Spectateurs : 5 983 Arbitrage : Noureddine El Jaafari |

| 29 juin 2019 | Cameroun | 0 - 0   | Ghana    | Stade d'Ismaïlia, Ismaïlia        |                                   |
| 19h00 CAT    |          | (0 - 0) |          | Arbitrage : Bamlak Tessema Weyesa | Arbitrage : Bamlak Tessema Weyesa |
| 19h00 CAT    |          | Rapport | 64e Nuhu | Arbitrage : Bamlak Tessema Weyesa | Arbitrage : Bamlak Tessema Weyesa |

| 2 juillet 2019 | Bénin                   | 0 - 0   | Cameroun                                        | Stade d'Ismaïlia, Ismaïlia |                         |
| 18h00 CAT      |                         | (0 - 0) |                                                 | Arbitrage : Sadok Selmi    | Arbitrage : Sadok Selmi |
| 18h00 CAT      | Mounié 45e · Barazé 54e | Rapport | 20e Djoum · 42e Fai · 77e Anguissa · 90e Oyongo | Arbitrage : Sadok Selmi    | Arbitrage : Sadok Selmi |

### Phase à élimination directe
| Huitième de finale       | Nigeria                    | 3 - 2   | Cameroun                 | Stade d'Alexandrie, Alexandrie |                          |
| 6 juillet 2019 18h00 CAT | Ighalo 19e 63e · Iwobi 66e | (1 - 2) | 41e Bahoken · 44e Njie   | Arbitrage : Joshua Bondo       | Arbitrage : Joshua Bondo |
| 6 juillet 2019 18h00 CAT | Awaziem 70e                | Rapport | 28e Kunde · 51e Mandjeck | Arbitrage : Joshua Bondo       | Arbitrage : Joshua Bondo |

### Temps de jeu
| Joueur     |          |          |          |          | TT       | But inscrit | Passe décisive | MJ       | MT       | Légende |
| ---------- | -------- | -------- | -------- | -------- | -------- | ----------- | -------------- | -------- | -------- | --- |
| Gardiens   | Gardiens | Gardiens | Gardiens | Gardiens | Gardiens | Gardiens    | Gardiens       | Gardiens | Gardiens | Abréviations et symboles : TT : Total de minutes jouées MJ : Nombre de matchs joués MT : Matchs joués en tant que titulaire : but : passe décisive : joueur entré : joueur remplacé : capitaine : carton jaune : carton rouge |
| [[]]       |          |          |          |          |          |             |                |          |          | Abréviations et symboles : TT : Total de minutes jouées MJ : Nombre de matchs joués MT : Matchs joués en tant que titulaire : but : passe décisive : joueur entré : joueur remplacé : capitaine : carton jaune : carton rouge |
| [[]]       |          |          |          |          |          |             |                |          |          | Abréviations et symboles : TT : Total de minutes jouées MJ : Nombre de matchs joués MT : Matchs joués en tant que titulaire : but : passe décisive : joueur entré : joueur remplacé : capitaine : carton jaune : carton rouge |
| [[]]       |          |          |          |          |          |             |                |          |          | Abréviations et symboles : TT : Total de minutes jouées MJ : Nombre de matchs joués MT : Matchs joués en tant que titulaire : but : passe décisive : joueur entré : joueur remplacé : capitaine : carton jaune : carton rouge |
| Défenseurs |          |          |          |          |          |             |                |          |          | Abréviations et symboles : TT : Total de minutes jouées MJ : Nombre de matchs joués MT : Matchs joués en tant que titulaire : but : passe décisive : joueur entré : joueur remplacé : capitaine : carton jaune : carton rouge |
| [[]]       |          |          |          |          |          |             |                |          |          | Abréviations et symboles : TT : Total de minutes jouées MJ : Nombre de matchs joués MT : Matchs joués en tant que titulaire : but : passe décisive : joueur entré : joueur remplacé : capitaine : carton jaune : carton rouge |
| [[]]       |          |          |          |          |          |             |                |          |          | Abréviations et symboles : TT : Total de minutes jouées MJ : Nombre de matchs joués MT : Matchs joués en tant que titulaire : but : passe décisive : joueur entré : joueur remplacé : capitaine : carton jaune : carton rouge |
| [[]]       |          |          |          |          |          |             |                |          |          | Abréviations et symboles : TT : Total de minutes jouées MJ : Nombre de matchs joués MT : Matchs joués en tant que titulaire : but : passe décisive : joueur entré : joueur remplacé : capitaine : carton jaune : carton rouge |
| [[]]       |          |          |          |          |          |             |                |          |          | Abréviations et symboles : TT : Total de minutes jouées MJ : Nombre de matchs joués MT : Matchs joués en tant que titulaire : but : passe décisive : joueur entré : joueur remplacé : capitaine : carton jaune : carton rouge |
| [[]]       |          |          |          |          |          |             |                |          |          | Abréviations et symboles : TT : Total de minutes jouées MJ : Nombre de matchs joués MT : Matchs joués en tant que titulaire : but : passe décisive : joueur entré : joueur remplacé : capitaine : carton jaune : carton rouge |
| [[]]       |          |          |          |          |          |             |                |          |          | Abréviations et symboles : TT : Total de minutes jouées MJ : Nombre de matchs joués MT : Matchs joués en tant que titulaire : but : passe décisive : joueur entré : joueur remplacé : capitaine : carton jaune : carton rouge |
| [[]]       |          |          |          |          |          |             |                |          |          | Abréviations et symboles : TT : Total de minutes jouées MJ : Nombre de matchs joués MT : Matchs joués en tant que titulaire : but : passe décisive : joueur entré : joueur remplacé : capitaine : carton jaune : carton rouge |
| [[]]       |          |          |          |          |          |             |                |          |          | Abréviations et symboles : TT : Total de minutes jouées MJ : Nombre de matchs joués MT : Matchs joués en tant que titulaire : but : passe décisive : joueur entré : joueur remplacé : capitaine : carton jaune : carton rouge |
| Milieux    |          |          |          |          |          |             |                |          |          | Abréviations et symboles : TT : Total de minutes jouées MJ : Nombre de matchs joués MT : Matchs joués en tant que titulaire : but : passe décisive : joueur entré : joueur remplacé : capitaine : carton jaune : carton rouge |
| [[]]       |          |          |          |          |          |             |                |          |          | Abréviations et symboles : TT : Total de minutes jouées MJ : Nombre de matchs joués MT : Matchs joués en tant que titulaire : but : passe décisive : joueur entré : joueur remplacé : capitaine : carton jaune : carton rouge |
| [[]]       |          |          |          |          |          |             |                |          |          | Abréviations et symboles : TT : Total de minutes jouées MJ : Nombre de matchs joués MT : Matchs joués en tant que titulaire : but : passe décisive : joueur entré : joueur remplacé : capitaine : carton jaune : carton rouge |
| [[]]       |          |          |          |          |          |             |                |          |          | Abréviations et symboles : TT : Total de minutes jouées MJ : Nombre de matchs joués MT : Matchs joués en tant que titulaire : but : passe décisive : joueur entré : joueur remplacé : capitaine : carton jaune : carton rouge |
| [[]]       |          |          |          |          |          |             |                |          |          | Abréviations et symboles : TT : Total de minutes jouées MJ : Nombre de matchs joués MT : Matchs joués en tant que titulaire : but : passe décisive : joueur entré : joueur remplacé : capitaine : carton jaune : carton rouge |
| [[]]       |          |          |          |          |          |             |                |          |          | Abréviations et symboles : TT : Total de minutes jouées MJ : Nombre de matchs joués MT : Matchs joués en tant que titulaire : but : passe décisive : joueur entré : joueur remplacé : capitaine : carton jaune : carton rouge |
| [[]]       |          |          |          |          |          |             |                |          |          | Abréviations et symboles : TT : Total de minutes jouées MJ : Nombre de matchs joués MT : Matchs joués en tant que titulaire : but : passe décisive : joueur entré : joueur remplacé : capitaine : carton jaune : carton rouge |
| [[]]       |          |          |          |          |          |             |                |          |          | Abréviations et symboles : TT : Total de minutes jouées MJ : Nombre de matchs joués MT : Matchs joués en tant que titulaire : but : passe décisive : joueur entré : joueur remplacé : capitaine : carton jaune : carton rouge |
| Attaquants |          |          |          |          |          |             |                |          |          | Abréviations et symboles : TT : Total de minutes jouées MJ : Nombre de matchs joués MT : Matchs joués en tant que titulaire : but : passe décisive : joueur entré : joueur remplacé : capitaine : carton jaune : carton rouge |
| [[]]       |          |          |          |          |          |             |                |          |          | Abréviations et symboles : TT : Total de minutes jouées MJ : Nombre de matchs joués MT : Matchs joués en tant que titulaire : but : passe décisive : joueur entré : joueur remplacé : capitaine : carton jaune : carton rouge |
| [[]]       |          |          |          |          |          |             |                |          |          | Abréviations et symboles : TT : Total de minutes jouées MJ : Nombre de matchs joués MT : Matchs joués en tant que titulaire : but : passe décisive : joueur entré : joueur remplacé : capitaine : carton jaune : carton rouge |
| [[]]       |          |          |          |          |          |             |                |          |          | Abréviations et symboles : TT : Total de minutes jouées MJ : Nombre de matchs joués MT : Matchs joués en tant que titulaire : but : passe décisive : joueur entré : joueur remplacé : capitaine : carton jaune : carton rouge |
| [[]]       |          |          |          |          |          |             |                |          |          | Abréviations et symboles : TT : Total de minutes jouées MJ : Nombre de matchs joués MT : Matchs joués en tant que titulaire : but : passe décisive : joueur entré : joueur remplacé : capitaine : carton jaune : carton rouge |
| [[]]       |          |          |          |          |          |             |                |          |          | Abréviations et symboles : TT : Total de minutes jouées MJ : Nombre de matchs joués MT : Matchs joués en tant que titulaire : but : passe décisive : joueur entré : joueur remplacé : capitaine : carton jaune : carton rouge |
| Total      |          |          |          |          |          |             |                |          |          | Abréviations et symboles : TT : Total de minutes jouées MJ : Nombre de matchs joués MT : Matchs joués en tant que titulaire : but : passe décisive : joueur entré : joueur remplacé : capitaine : carton jaune : carton rouge |
| [[]]       |          |          |          |          |          |             |                |          |          | Abréviations et symboles : TT : Total de minutes jouées MJ : Nombre de matchs joués MT : Matchs joués en tant que titulaire : but : passe décisive : joueur entré : joueur remplacé : capitaine : carton jaune : carton rouge |

#### Buteurs
| Buts | Joueurs          | Adversaires           |
| ---- | ---------------- | --------------------- |
| 2    | Stéphane Bahoken | Guinée-Bissau Nigeria |
| 1    | Yaya Banana      | Guinée-Bissau         |
| 1    | Clinton Njie     | Nigeria               |